# Ковшевичі
Ковшевичі (біл. вёска Коўшавічы) — село в складі Вілейського району Мінської області, Білорусь. Село підпорядковане Іллінській сільській раді, розташоване в північній частині області.

## Історія
У 1921–1945 роках село знаходилось у Польщі, у Вільнюськім воєводстві, Вілейського повіту, у гміні Ілля.

## Населення
- 1921 рік — 182 людини, 33 будинків[1].
- 1931 рік — 186 людини, 32 будинків[2].